# Исаково (Молдова)
Исакова (рум. Isacova) — село в Оргеевском районе Молдавии. Относится к сёлам, не образующим коммуну.

## История
Согласно спискам населенных мест Бессарабской губернии за 1859 год, Исакова — резешское село при реке Реут в 315 дворов. Население составляло 935 человек (602 мужчины, 333 женщины). Село входило в состав Оргеевского уезда Бессарабской губернии.
По данным справочника «Волости и важнейшие селения Европейской России» за 1886 год, Исаково — резешское село с 386 дворами и 1003 жителями, административный центр Исаковской волости Оргеевского уезда.

## География
Село расположено на высоте 219 метров над уровнем моря.

## Население
По данным переписи населения 2004 года, в селе Исакова проживает 2175 человек (1020 мужчин, 1155 женщин).
Этнический состав села:
| Национальность | Число жителей | Процентный состав |
| -------------- | ------------- | ----------------- |
| молдаване      | 1912          | 87,91             |
| румыны         | 12            | 0,55              |
| украинцы       | 11            | 0,51              |
| русские        | 4             | 0,18              |
| гагаузы        | 1             | 0,05              |
| прочие         | 3             | 0,14              |
| Всего          | 2175          | 100 %             |

## Известные уроженцы
- Бучушкан, Гаврил Иванович (1889—1937) — молдавский советский политик.